# SKIF
Shotokan Karate-do International Federation (SKIF, anglický přepis) je největší organizace stylu Šótókan v karate. SKIF má po celém světě více než dva a půl milionů členů ve více než sto dvaceti zemí světa.

## Historie
Federaci založil Hirokazu Kanazawa v roce 1978, po prudkém rozkolu s Japonskou asociací karate (JKA).
Již rok po založení měl SKIF třicet poboček v Japonsku a osm v zámoří.
V roce 1983 se konalo první mistrovství světa ve SKIFu.
Evropská pobočka SKIFu je Shotokan Karate-do International European Federation (SKIEF) jejímž hlavním postavou je Hanši Širó Asano 9. DAN. Hanši Asano byl klíčovou postavou při vzniku SKIFu.
Od 1.1.2013 se stává oficiálním představitelem Světové federace karate S.K.I.F. (titul kančó) nejstarší syn Kanazawy Nobuaki Kanazawa (40 let, v roce 2000 se stal Nobuaki mistrem světa SKIF v kumite.) Dosavadní kančó Hirokazu Kanazawa vystupuje v současné době jako soke, tedy zakladatel této organizace.